# Яценко Петро Григорович
Яценко Петро Григорович (14.08.1925 — 30.07.1993) — радянський офіцер, учасник Радянсько-німецької війни, стрілець 6-ї роти 2-го стр. батальйону 212-го гвардійського стрілецького полку 75-ї Бахмацької двічі Червонозоряної ордена Суворова гвардійської стрілецької дивізії 30-го стрілецького корпусу 60-ї Армії Центрального фронту, Герой Радянського Союзу (17.10.1943), гвардії червоноармієць, пізніше гвардії молодший лейтенант.

## Біографія
Народився 10 серпня 1925 року в селі Таган, зараз Чановського району Новосибірської обл., РФ. Закінчив 9 класів, працював у колгоспі.
В Червоній Армії з лютого 1943 року, вчився у Кемеровському військовому піхотному училищі. У серпні 1943 року курсантів без присвоєння звання передали до Діючої армії. 4 вересня 1943 року червоноармієць Яценко став стрільцем 6-ї роти 2-го стр. батальйону 212-го гвардійського стрілецького полку 75-ї Бахмацької двічі Червонозоряної ордена Суворова гвардійської стрілецької дивізії.
Особливим героїзмом гвардії червоноармієць Яценко П. Г. відзначився при форсуванні ріки Дніпро північніше Києва восени 1943 року, у боях при захопленні та утриманні плацдарму на правому березі Дніпра в районі сіл Глібівка та Ясногородка (Вишгородський район Київської області). 23 вересня 1943 року у складі взводу молодшого лейтенанта Г. Г. Яржина форсував Дніпро в районі села Ясногородка Вишгородського району Київської області. Брав участь у захопленні пароплава «Миколаїв» і баржі з військово-інженерним вантажем. Був тяжко поранений.
Указом Президії Верховної Ради СРСР від 17 жовтня 1943 року за мужність і героїзм проявлені при форсуванні Дніпра і утриманні плацдарму гвардії червоноармійцю Яценку Петру Григоровичу присвоєне звання Героя Радянського Союзу з врученням ордена Леніна і медалі «Золота Зірка».
Брав участь у визволенні Білорусі, Прибалтики, Польщі, в боях за Берлін.
У 1945 році закінчив курси молодших лейтенантів. З 1946 року знаходився у запасі. Член КПРС з 1952 року.
Жив у Москві. В 1957 році закінчив Московський нафтовий технікум. Працював у науково-виробничому об'єднанні «Нефтехимавтоматика», заступником начальника конструкторського бюро Міністерства нафтопереробної промисловості. За розробку приладів і впровадження їх на підприємствах галузі нагороджений трьома медалями ВДНГ.
Помер у Москві 30 липня 1993 року. Похований на Преображенському кладовищі.

## Нагороди
- медаль «Золота Зірка» № 5695 Героя Радянського Союзу (17 жовтня 1943)
- Орден Леніна
- Орден Вітчизняної війни 1 ступеня
- Медалі

## Пам'ять
- І'мя Героя увековечено на пілоні пам'ятника учасникам Великої Вітчизняної війни у р.с. Чани (Чановський район Новосибірської області).
- В Чановськом краєзнавчому музеї оформлено стенд, присвячений П. Г. Яценко.
- В місті Новосибірськ його і'мя увічнено на Алеї Героїв біля Монумента Слави.